# Áldás
Az áldás (latin: benedictio) a boldogságot, jólétet, gyarapodást előidéző cselekmény vagy a rossztól való védelem biztosítása; az isteni kegyelem kívánása valamely tárgyra vagy személyre. Az átok ellentéte. Történhet szavakkal és gesztusokkal is. 
Katolikus egyházi értelmezés szerint az az ima, mellyel a püspök vagy pap az egyház nevében kéri Isten kegyelmét a megáldott személyre, élőlényre vagy tárgyra. Az áldás lehet kérő és szentelő, mely utóbbit rendszerint csak püspökök adják. Külső jele a kézzel való keresztvetés. Különleges alakja a pápai áldás, melyet a pápa személyesen vagy megbízottja által ad egyes ünnepélyesebb alkalmakkor.

## A szó eredete
A Magyar katolikus lexikon szerint a latin benedictio, azaz jó mondása, jókívánság szóból származik.
Mások szerint az áldás főnév az áldomás és áldozat szavakkal együtt az áld igéből származik, amely a régi magyar nyelvben a „megáld” és „dicsér” jelentések mellett az „áldozatot bemutat” értelemmel is bírt. A mai magyar nyelvhasználat ugyanakkor az utóbbi jelentésre az -oz képzős áldoz származékigét foglalta le. 
Az áld ige Budenz József szerint az átok (átko-) szóval közös gyökből ered, és eredetileg csak „hangos, hatásos, nyomatékos mondást” jelentett. Ebből Budenz szerint a „áldozatot bemutat” jelentés az „áldozati adományt felajánló imádság” révén fejlődött ki. A ma majdnem kizárólagos „megáld” („az istenség kegyelmét biztosító vagy lekérő imádságot mond valakire”) jelentés a „hangosan, nyomatékosan beszél” alapfogalomhoz szintén elég közel áll.

## Történet

### Ókori zsidók
Az ószövetségi zsidó hagyományban nagy jelentősége van az áldás vagy átokmondásnak. Különös erővel bírt az apai áldás, mely felfogható egyfajta jövendölésnek is. 
Amikor az öreg Izsák elsőszülött fia, Ézsau helyett a fiatalabbat, Jákobot áldotta meg, az áldást nem lehetett visszavonni még akkor sem, amikor kiderült, hogy Jákob szándékosan vezette meg édesapját. Az akkori zsidó hagyomány szerint sem az áldás sem az átok nem vonható vissza.

## Fajtái

### Kereszténység
- asztali áldás, amellyel Jézus és az apostolok példájára étkezés előtt megáldják az ételt.[4]

Katolicizmus
- könyörgő áldás, mely személyeket vagy tárgyakat Isten oltalma alá helyez (pl. házszentelés). [5]
- szentelő, konszekráló áldás, amely által személyek vagy tárgyak a profán használattól elvonatnak, s teljesen Isten szolgálatára rendeltetnek (→ felszentelés).[5]
- pápai (apostoli) áldás

## Fogalma
Az áldásnak mint kegyelemkérő imádságnak a hatásosságába vetett hit azon a feltevésen alapul, hogy a vallásos meggyőződés és ihlet hevével kimondott szónak, különösen a jámbor szokás és hagyomány szentesítette szavaknak csodatévő, tehát az istenség akaratát még a természet rendjének megváltoztatására is rábíró hatalmuk van. E feltevésnek, amelyben az átok foganatába vetett hit is gyökeredzik, legkezdetlegesebb alakjától a legmagasabb fejlődési fokáig megfigyelt összes módosulásai a belőlük fokonként levont különböző következtetésekkel együtt, lényeges alkotó elemei az összes vallásrendszereknek, amelyek mindegyikében mindenkor nagy szerepe volt és van az áldás csodatévő erejében való feltétlen bizalomnak. Hogy az áldás, éppúgy, mint az átok és minden imádság egyáltalában, mindig csodát kér az istenségtől, az a természet törvényszerű rendjébe emberi, még pedig egyéni óhajtásra történő isteni beavatkozásnak általában véve csodaszerű, vagyis metafizikai voltából következik. E csoda lehetőségének elhivése pedig azon az ember képére alkotott (antropomorf) istenfogalmon épül fel, amelyben a feltétlen, vagy az emberénél mindenesetre kevésbé korlátozott hatalom képzete igen jól megfér a gyönge ember akaratára és kívánságára való hajlás és ingadozás képzetével, s amelyből az áldozat foganatáról, tehát az istenség kegyének ajándékokkal való megnyerése lehetőségéről táplált meggyőződés is származik. Az áldás formái úgy az áldás foganatos kimondására képesített egyének, mint az áldó szavak s az ezeket kísérő szertartások, a betelésüknek különösen kedvező időpontok és szakok stb. tekintetéből igen dús változatosságot mutatnak, az alapjukat képező feltevés közössége mellett.
Kötött szó- és szertartásbeli formái természetesen főleg már a kezdetlegesnél magasabb fejlődési fokon álló és többféle istenszolgálati ágra tagolt papi szervezettel bíró vallásrendszerekben mutatnak dúsabb változatosságot; habár a sámánizmus alsóbb fokán megállapodott vallások is elég táplálékot nyújtanak esetenként e formák nagy jelentőségre és számra gyarapodásának, az e vallásformában oly nagy szerepű varázslás címén, amely szintén nem egyéb szertartásos cselekedetekkel kapcsolatos áldás v. átkozásnál. Így az áldás egyfelől az imádság, másfelől a legtöbb cselekvő természetű babonában jelentős szerepet játszó bűvölés, bájolás, ráolvasás, igézés ősvallási alapfogalmaival érintkezik, amennyiben az ember részéről az isten akaratának megindítására irányul; annyiban pedig, amennyiben ez akaratnak az emberre üdvös és kívánatos nyilvánulását, az isteni kegyelem kiáradását jelenti, az előbbi értelemmel jelzett cselekedetnek az istenségnél elért célja jut benne kifejezésre. Ebben az értelemben például a magyar nyelvben „az Isten áldása” annyi, mint „adománya, ajándéka” általában, különösen pedig az ótestamentumi felfogáshoz illeszkedve: „a házas életnek gyermekekben való termékenysége”. Tekintetbe veendők még az áldás formáin, és ezeket kísérő szertartásokon kívül: az áldás által megszentelt, vagyis egyrészt bizonyos (akár természetüknél, akár gonosz akaratú felsőbb lények rájuk gyakorolt hatásánál fogva) bennük rejlő ártalmasságtól megtisztított, másrészt éppen az áldás következtében az ember, vagy
az emberi társadalom élvezetéből és használatából kivont és kizárólag az istenségnek szánt, tehát feláldozott tárgyak. Ezek első kategóriájába tartozhatik mindaz, amit az ember élete fenntartására csak annyiban vél fordíthatónak, amennyiben előbb netán benne rejlő ártalmasságától megtisztította, mintegy kiűzte az ördögöt tehát a gonoszakaratú felsőbb lényt belőle az áldás szavaival, melyek a rossz lélekre átokként hatnak); továbbá mindaz, amitől az egyes vagy a társadalom életében való boldogulását óhajtja és várja (pápai áldás házasság, pályaválasztás, méltóságba iktatás, útrakelés, háború, koronázás, szerződések, adás-vevés, az utóbbinál l. különösen az áldomás szót, amely szintén áldást és áldozást is jelöl egyúttal); végül az is, aminek vagy akinek javát, testi-lelki épségét, hosszú életét kívánja. A halál után való létről alkotott képzetek minősége szerint, kiterjed végül az áldás a síron túl is, a halott beszentelése, sírjának gondozása, üdvének biztosítása, emlékének kegyeletes őrzése stb. alakjában, amelyek a holtak tiszteletének változatos formái közé tartoznak.
Különbség van a magán és nyilvános jellegű áldás között. Az előbbi pápai áldás a szülők A.-a gyermekeik fölött. A nyilvános jellegű A. példáját látjuk a pátriárkáknál, akik haláluk előtt gyermekeiket megáldották. Még inkább látható a mózesi törvényhozás után az Ószövetségben, mikor a papok, némely esetekben kizárólagosan a főpap, áldják meg a népet; itt az áldás mint a nyilvános istentisztelet része jelenik meg. Még inkább szembe ötlő a különbség a kereszténységben, hol a papoknak istentől megadott joguk bizonyos esetékben áldani s amikor ez Á. magának az egyháznak a nevében és erejével történik. Ez áldás nyomai föltalálhatók a kereszténység ősi korában.
E nyilvános áldásra az egyházi szerkönyvekben rég idők óta megállapított formulák vannak; pápai áldás az ételek, gyümölcs s általában a termények, olaj, víz, egyházi edények, öltönyök, szerek, házak, kápolnák, templomok stb. fölött; későbbi eredetűek: a tej, méz, só, viasz, hamu (hamvazószerdán), pálma (virág-vasárnapon) húsvéti bárány, tűz vetések, fegyverek, utasok hajók, zászlók stb. fölött az áldások.

## A katolicizmusban
Szorosabb értelemben az áldás ima, amellyel a püspök vagy pap az Egyház nevében Isten kegyelmét kéri a megáldott személyekre, vagy azokra, akik a megáldott tárgyakat (házat, búzát, állatot, vizet, stb.) használni fogják. Ez az áldás a szentelmények egyik faja.
Mint ilyen kétféle:
- 1. könyörgő (invocativ), mely személyeket vagy tárgyakat Isten oltalma alá helyez (pl. ház-, ételszentelés, avatás).
- 2. Szentelő, konszekráló áldás, amely által személyek vagy tárgyak a profán használattól elvonatnak s teljesen Isten szolgálatára rendeltetnek (pl. templomszentelés, apátavatás).

A szentelő áldásokat rendszerint püspök végzi, még pedig olajjal. Ezek az ún. fönntartott áldások, melyek közül azonban egyesek végzését az egyházhatalom egyes hivatalok viselőinek (esperes stb.) vagy más papoknak intézményesen vagy esetről esetre megengedi.
A papi áldás a fölszentelt pap rendi hatalmából eredő tevékenység, mellyel Isten kegyelmét esdi le valakire. Külső jele a kézzel való keresztvetés a megáldandó felé, vagy ima, vagy e kettő összekapcsolása.
Különös áldás az újmisés áldás, melyet a fölszentelt pap első miséje nyolcada alatt ad. 
A szentmisében a pap egy, a püspök háromszoros keresztvetéssel ad áldást; a püspök ünnepélyes bevonulásakor egyszerű keresztvetéssel. Papi és püspöki áldást mindenkire lehet adni, nem katolikusokra is.

### Rítusai
- 1. a pap áldása a szentmise végén, a kegyelmek megerősítésére, melyekben a hívek a szent áldozat bemutatásánál részesültek;
- 2. áldás az oltári szentséggel, különösen a nyilvános kitétel alkalmából. Az áldoztatás után adni szokott áldás az egyházi törvényekkel ellenkezik ugyan, de ahol régi idők óta kegyeletes szokásban van, tűrhető;
- 3. a püspöki áldás az előbbiektől a nagyobb ünnepélyességben és a háromszori keresztvetésben különbözik;
- 4. a pápai áldást vagy maga Krisztus helyettese adja vagy néha megbízásából mások adják, egyes rendkívüli alkalmakkor;
- 5. egy másik pápai áldás az, amelyet az egyes lelkipásztorok a haldoklónak adnak, és amely teljes búcsúval van összekötve. Erre külön pápai felhatalmazásra van szükség;
- 6. az újmisés pap is adhat kiválóbb kegyelemmel járó áldást. Az áldás formája a legrégibb keresztény emlékeken a kéznek kinyújtása afölé, aki az áldásban részesül; az ujjak vagy mind vagy kettő vagy néha három kinyújtva, a többi behajtva. Rendesen keresztvetéssel párosul, annak jeléül, hogy a kereszten történt megváltás forrása mindannak a természetfölötti erőnek és kegyelemnek amelyben az áldás részesít.

### Pápai áldás
Az áldásoknak az a fajtája, melyet a pápa maga végez, vagy felhatalmazás alapján bármely más pap.
1870 előtt a pápa nagycsütörtök és húsvét vasárnapján a Szt. Péter-bazilika közeli erkélyéről, áldozócsütörtökön a lateráni épületegyüttes erkélyéről, Nagyboldogasszonykor pedig a S. Maria Maggiore-bazilika közeli erkélyéről adott 
áldást Róma és az egész világ (Urbi et orbi) népeire.
A középkorban e hatalmat pápai követekre, főpapokra is ráruházta a pápa. XIII. Kelemen azonban csakis püspöki joghatósággal rendelkezőknek engedte meg (1762), hogy húsvétkor pápai áldást adjanak. Később minden, főpapi jelvényekkel rendelkező pap, szerzetesfőnök, népmissiót, lelkigyakorlatot végző pap, sőt missziósterületeken minden pap megkapta ez engedélyt.
A pápai áldás adása előtt elmondják a közgyónást, melyet feloldozás és áldásformula követ. A pápai áldással járó teljes búcsút csak azok nyerik el, akik előzőleg meggyóntak, megáldoztak, s a pápa szándékára imádkoztak. A pápai áldás azonban nem oldoz föl a cenzúrák alól. A pápai áldás különös fajtája a haldoklóknak adott pápai áldás. Hogy az ezzel járó teljes búcsút elnyerhesse a haldokló, előzőleg föl kell vennie a haldoklók szentségét, Jézus nevét kell segítségül hívnia, s meg kell nyugodnia Isten akaratában. A szentév alatt csak a haldoklóknak lehet adni pápai áldást. Apostoli áldásnak is nevezik.

## Kapcsolódó cikk
- Felszentelés